# Microcebus tavaratra
Microcebus tavaratra — вид лемуровидих приматів.

## Опис
Довжина тіла 11-14 см, хвіст довжиною від 15 до 17 сантиметрів і вага 48-84 грамів. Має довгу густу шерсть яка дво чи триколірна: темно-сіра, глиняного кольору або жовто-вохрового кольору на спині, а черевна область бежева або кремова. Цей вид має вібриси темного кольору.

## Середовище проживання
Цей вид є ендеміком Мадагаскару, де він відомий в регіонах Ankarana, Analamerana, Andavakoera ans Andrafiamena на висотах від 20-250 м. Цей вид мешкає в тропічних сухих листяних і галерея лісових місцевостях в англ. Ankarana Special Reserve.

## Загрози та охорона
Втрата середовища проживання через незаконний видобуток сапфірів і незаконні рубки. Неконтрольовані лісові пожежі та різання вугілля це додаткові загрози середовищу існування.